# Ochate
Ochate (in basco Otxate) è una località situata nel Condado de Treviño, un comune spagnolo situato nella comarca di Ebro, nella comunità autonoma di Castiglia e León. Dall'inizio del XX secolo è disabitata.

## Posizione geografica
Ochate è situata nel territorio del comune di Condado de Treviño (Provincia di Burgos), comunità autonoma di Castiglia e León. Dista 33 km ad est dal comune di Miranda de Ebro, 14 km a sud da Vitoria e 3 km ad est dal santuario della Concepción di San Vicentejo. 
Questa località è difficilmente raggiungibile in automobile: l'ultimo tratto di strada, di circa 1,5 km, non è asfaltato. È possibile orientarsi distinguendo la torre campanaria di San Miguel, l'unica costruzione non in rovina.

## Storia
Nelle vicinanze del paese è presente una necropoli del IX-X secolo circa, con tombe scavate nella roccia.
La prima menzione di Ochate è nella Nómina de San Millán dell'anno 1025, in cui il paese è indicato come "Gogate". Nel XIII secolo viene menzionata dal vescovo Aznar come "Chochat" e dopo un calo di oltre due secoli si ripopola nel 1522 come Ochate. Da allora la sua popolazione è cresciuta fino a raggiungere il suo massimo nel 1830.
Sia la sua origine che la sua scomparsa sono legate ad una strada principale che attraversava la zona. Con la perdita di importanza di quest'ultima in seguito all'apertura una nuova via, Ochate ha gradualmente perso la sua popolazione, trasferendosi nei paesi vicini, in particolare ad Imíruri, distante 1,5 km. 
Dai dati dell'archivio diocesano di Vitoria, si stima che il paese fu definitivamente abbandonato intorno al 1920-1930.

## Monumenti e luoghi d'interesse

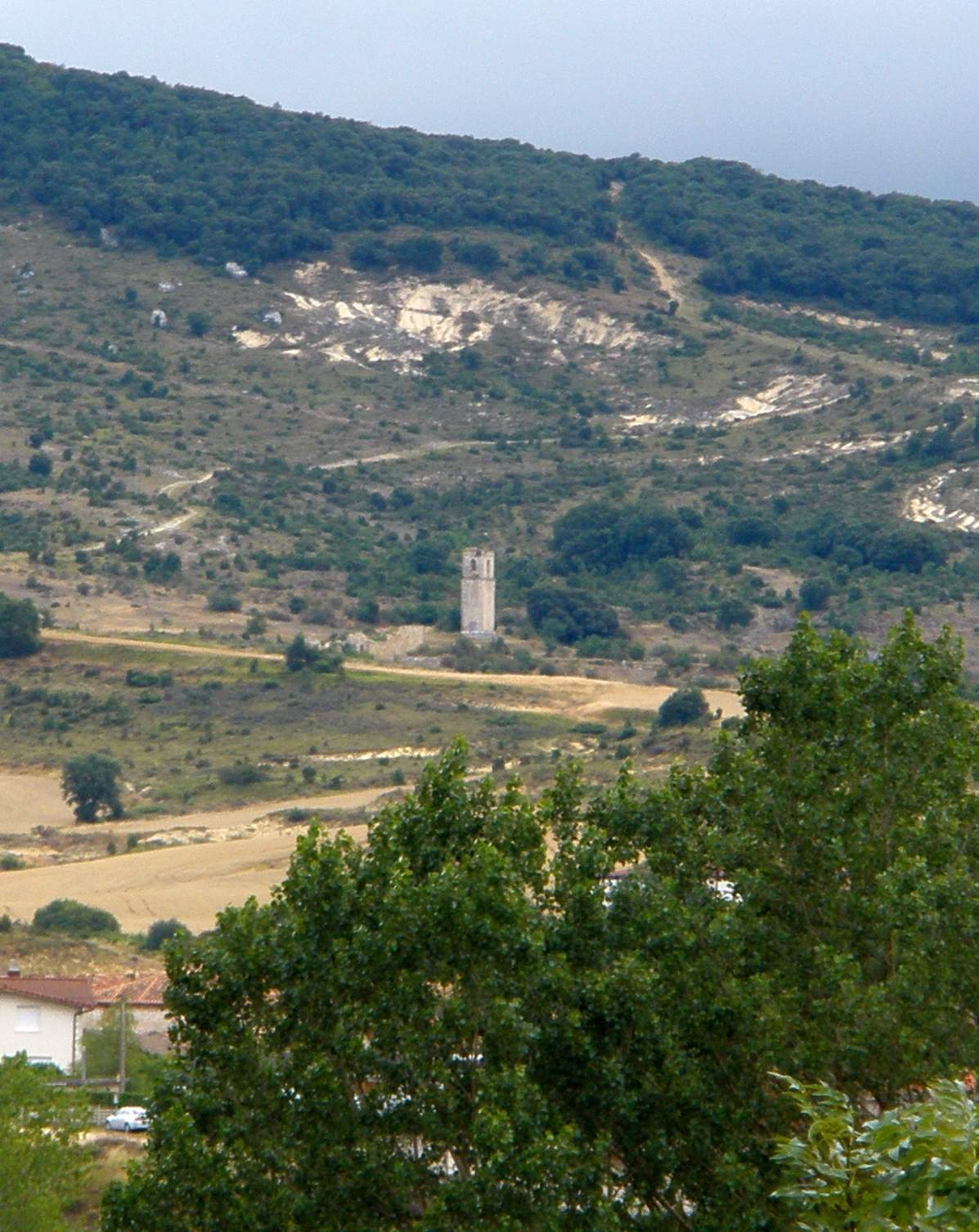
Veduta a distanza del campanile di San Miguel

La località è attualmente in rovina. È rimasta intatta solo la torre campanaria della chiesa di San Miguel, del XVI-XVII secolo. Attorno, rimangono le tracce di poche case. Poco più a valle si distinguono le mura perimetrali del granaio, mentre più a monte si ergono i resti del santuario di Nostra Signora di Burgondo, del XVII secolo circa, di cui rimane solo l'abside (danneggiato da un incendio nel 1986), le mura della navata principale ed una cappella dedicata a San Pietro.

## Società

### Evoluzione demografica
Secondo le ricerche dello studioso Antonio Arroyo nell'archivio diocesano di Vitoria, la popolazione ha seguito il seguente andamento:
| 1025 | 1522 | 1575 | 1752 | 1820 | 1850 | 1894 | 1925 |
| ---- | ---- | ---- | ---- | ---- | ---- | ---- | ---- |
| 40   | 32   | 16   | 22   | 51   | 26   | 40   | 3    |

## Curiosità
Il territorio è oggetto di numerose leggende riguardo a presunti fenomeni paranormali. Gli stessi hanno fatto diventare Ochate un luogo di pellegrinaggio per gli amanti del genere.
Le leggende videro luce all'inizio degli anni ottanta, a causa di un articolo pubblicato dal giornale Mundo Desconocido intitolato Luces en la puerta secreta.  L'articolo è basato su una fotografia che ritrae un UFO volare nelle vicinanze del distretto di Ochate: molti esperti ritennero falsa la fotografia, mentre altri la interpretarono come un fenomeno naturale (una nube illuminata dal sole) .